# Nicotiana setchellii
Nicotiana setchellii ist eine Pflanzenart aus der Gattung Tabak (Nicotiana) aus der Familie der Nachtschattengewächse (Solanaceae).

## Beschreibung
Nicotiana setchellii ist ein weichholziger Strauch, der Wuchshöhen von zwei bis fünf Meter erreicht. Die ein bis drei Hauptstämme sind im Alter dünn korkig und mit flachen Furchen durchzogen und durch Narben alter Blätter gezeichnet. Die Pflanzen sind stark verzweigt und klebrig behaart. Die Laubblätter sind kurz am Stängel herablaufend, aufsitzend oder mit einem kurzen Blattstiel versehen. Die Basis ist leicht geöhrt. Die Blattspreite ist langgestreckt, umgekehrt lanzettlich oder lanzettlich-elliptisch, 40 bis 80 Zentimeter lang und auf beiden Seiten unauffällig behaart.
Die Blütenstände sind gedrängte Rispen, die etwa 30 Verzweigungen erster Ordnung besitzen und meist nur einmal verzweigen. Die Blütenstiele sind 10 bis 18 Millimeter lang und verlängern sich an den Früchten auf 15 bis 20 Millimeter. Der Kelch ist 1,5 bis 2,5 Zentimeter lang, breit zylindrisch oder zylindrisch-glockenförmig. Seine Kelchzähne sind ungleich, schmal dreieckig-zugespitzt, die längsten sind meist ähnlich lang wie die Kronröhre. Die Krone ist auf der Außenseite klebrig behaart oder glänzend. Die Kronröhre ist 5 mm lang und leicht breiter, der Kronschlund ist grünlich-gelb gefärbt, gelegentlich rot getönt und in einen zylindrischen und einen becherförmigen Teil unterteilt. Der zylindrische Teil ist 1,5 bis 2 Zentimeter lang und 7 bis 8 Millimeter breit. Der becherförmige Teil ist 15 bis 18 Millimeter lang und doppelt so breit wie der Zylinder. Der Kronsaum ist 12 bis 15 Millimeter breit, aufsteigend ausgerichtet und rot mit bronze getönt, auf der Innenseite ist er pink bis rot. Die Kronlappen sind schwach bis deutlich ausgeprägt und mit ausgedehnten Spitzen besetzt. Der gesamte Kronsaum ist fünfeckig. Alle oder fast alle Staubblätter stehen aus der Krone hervor, überragen den Kronsaum jedoch nicht. Die Staubbeutel setzen nahe der Kronbasis an und sind unbehaart oder nur im unteren Bereich fein behaart.
Die Frucht ist eine elliptische Kapsel, die 1,5 bis 2 Zentimeter lang wird. Die Samen sind nahezu kugelförmig bis umgekehrt eiförmig und etwa 0,5 Millimeter groß. Sie sind mattbraun, die Oberfläche ist netzartig, die Rippen sind leicht gewellt. Das Embryo ist gerade.
Die Chromosomenzahl beträgt 2n = 24.

## Vorkommen
Die Art ist in Peru verbreitet und kommt dort zwischen Chachapoyas und Leimabamba vor.